# James Graham (sessuologo)
James Graham (Edimburgo, 23 giugno 1745 – Edimburgo, 23 giugno 1794) è stato un medico britannico, precursore delle moderne tecniche di terapia sessuale.

## Biografia
Nato ad Edimburgo nel 1745, Graham compì degli studi di medicina presso la capitale scozzese, ma non li portò mai a termine. Dopo aver abbandonato gli studi, nel 1765, assieme alla moglie Mary Pickering, aprì una farmacia presso Doncaster, ma poco tempo dopo si trasferì nelle colonie americane, dopo apprese lezioni sull'elettricità da parte del reverendo Ebenezer Kinnersley, collaboratore di Benjamin Franklin. Da queste lezioni, Graham sviluppò una teoria secondo la quale il liquido seminale fosse dotato di proprietà magnetiche e che l'attrazione sessuale si risolvesse in una scarica elettrica tra i corpi di due amanti. A prescindere da queste teorie, egli dedusse che i disturbi di tipo sessuale potessero essere da imputare a disfunzioni elettriche all'interno dell'apparato sessuale.
Per questo motivo, egli iniziò nel 1776 lo sviluppo di varie terapie per curare questo tipo di disfunzioni. Ciò lo portò ad aprire presso Londra la clinica Temple of Healt and Hymen. Tra le varie terapie proposte da questa clinica, vi era il celestial bed, un letto tenuto sospeso tra magneti dove due amanti, tramite il loro movimento, attivavano dei carillon che diffondevano musica e profumi. Tra i pazienti illustri che si sottoposero ai vari trattamenti, vi fu Emmy Lyon, futura amante dell'ammiraglio Nelson, e la storica Catharine Macaulay. I trattamenti della clinica si rivelarono però un fiasco e furono molti gli scandali che si susseguirono. Alla fine, nel 1784, Graham, a causa di ingenti debiti, fu costretto a vendere tutto e a ritornare ad Edimburgo, dove venne imprigionato e dove spirò nel 1794, all'età di 49 anni.